# 妙典寺 (和光市)
妙典寺（みょうでんじ）は、埼玉県和光市にある日蓮宗の寺院である。
山号を長光山、一塔両尊四士を本尊とし、池上・芳師法縁に属する。
旧本山は、埼玉県戸田市新曽にある長誓山妙顕寺である。

## 歴史
弘安年間（1278年～1288年）、日蓮宗に帰依していた隅田時光が、妻の難産に際し日蓮の祈祷により無事出産できたことから、後に自邸を寺に改め、日蓮の高弟日向（後の六老僧の一人）を開山として長誓山妙顕寺を創建したことに始まると伝えられる。
1384年（至徳元年）に妙顕寺が兵火により焼失し現在地に移った後、その跡に建立されたのが妙典寺とされる。

## 周辺
- 妙典寺遺跡　妙典寺南側（下新倉4丁目）の遺跡。縄文時代から古墳時代の複合集落跡で学術調査によって弥生時代後期と古墳時代後期の住居跡が発掘された。